# 让-马里·莱恩
让-马里·莱恩（法語：Jean-Marie Lehn，1939年9月30日—），法国化学家，1987年诺贝尔化学奖获得者之一。他主要的研究领域是超分子化学 ，尤其是穴醚的合成。

## 荣誉

### 外国勋章奖章
- 旭日重光章（日本，2019年5月21日公布[2]）